# BlueCo
BlueCo è un consorzio guidato da Todd Boehly, Clearlake Capital, Mark Walter e Hansjörg Wyss. Il gruppo è stato costituito come veicolo di investimento per l'acquisizione della società calcistica di Premier League, Chelsea Football Club nel 2022.
Il suo nome deriva dal colore sociale del Chelsea, il club di punta della holding.

## Storia
Fondato nel 2022, BlueCo è un consorzio, che ha acquistato il Chelsea Football Club nel 2022, per la cifra di 4,25 miliardi di sterline, dopo diciannove anni di gestione di quest'ultimo da parte di Roman Abramovič.
Guidato da Todd Boehly, presidente e amministratore delegato di Eldridge Industries, e da Clearlake Capital, comprende anche Hansjörg Wyss, fondatore della Wyss Foundation, e Mark Walter, co-fondatore e amministratore delegato di Guggenheim Partners. Walter e Boehly sono anche proprietari dei Los Angeles Dodgers, dei Los Angeles Lakers e delle Los Angeles Sparks.
Inoltre, un anno dopo, BlueCo ha acquisito la squadra francese di calcio, Racing Club de Strasbourg Alsace.

## Club

### Chelsea Football Club
Nel marzo 2022, l'allora proprietario del club inglese Chelsea F.C., l'imprenditore russo Roman Abramovič, è stato sanzionato dai governi occidentali in seguito all'invasione russa dell'Ucraina del 2022. Di conseguenza, la Premier League ha privato Abramovič della carica di presidente del club ed egli è stato costretto a mettere in vendita il club.
Il 7 maggio 2022 il Chelsea ha dichiarato che erano stati concordati i termini per l'acquisizione del club da parte di un nuovo gruppo proprietario. Il consorzio, in seguito noto come BlueCo, era guidato da Todd Boehly, presidente e amministratore delegato di Eldridge Industries, e da Clearlake Capital, comprende anche Hansjörg Wyss, fondatore della Wyss Foundation, e Mark Walter, co-fondatore e amministratore delegato di Guggenheim Partners.
Il 25 maggio 2022, il governo britannico ha approvato l'acquisizione del Chelsea da parte di BlueCo per un valore di 4,25 miliardi di sterline. La transazione ha ricevuto tutte le approvazioni necessarie da parte del governo britannico, della Premier League e di altre autorità, ed è stata completata il 30 maggio 2022. Dopo l'acquisizione, BlueCo ha promesso di impegnare 1,75 miliardi di sterline in ulteriori investimenti nello stadio di casa del club, Stamford Bridge, nelle academy, nella squadra femminile, nello stadio di casa di quest'ultima, Kingsmeadow, e nella Chelsea Foundation.

### Racing Club de Strasbourg Alsace
Il 22 giugno 2023, BlueCo ha raggiunto un accordo per diventare azionista del club francese R.C. Strasbourg Alsace. L'operazione avrebbe visto BlueCo investire nella prima squadra e nell'academy del club di Strasburgo. È stato inoltre riportato che il consorzio aveva quasi il 100% della proprietà del club, avendo pagato 75 milioni di euro.